# Cacoxenus pachyphallus
Cacoxenus pachyphallus är en tvåvingeart som beskrevs av Chassagnard och Tsacas 2003. Cacoxenus pachyphallus ingår i släktet Cacoxenus och familjen daggflugor. Inga underarter finns listade i Catalogue of Life.